# Орельяна, Алехандро
Алеха́ндро Орелья́на Го́мес (исп. Alejandro Orellana Gómez; родился 7 августа 2000 года, Испания) — испанский футболист, полузащитник клуба «Андорра».

## Клубная карьера
Орельяна — воспитанник клуба «Барселона».

## Международная карьера
В 2017 году Орельяна в составе юношеской сборной Испании выиграл юношеский чемпионат Европы в Хорватии. На турнире он сыграл в матчах против команд Турции, Италии, Хорватии, Франции, Германии и Англии.

## Достижения
Испания (до 17)
- Чемпиона Европы среди юношей до 17 лет — 2017

Испания (до 19)
- Чемпиона Европы среди юношей до 19 лет — 2019